# Farad'n Corrino
Farad'n Corrino es un personaje de la saga de novelas de ciencia ficción Dune, de Frank Herbert. Aparece en Hijos de Dune.
Nieto del Emperador Paddishah Shaddam IV de la Casa Corrino e hijo de la princesa Wensicia Corrino, es adiestrado por Jessica Atreides en los condicionamientos Bene Gesserit, llegando a realizar el juramento de la orden. Durante la regencia de su madre la Casa Corrino conspira para asesinar a los gemelos Leto II y Ghanima, hijos de Paul Atreides, y Farad'n la exilia tras forzarla a traspasarle los poderes de la Casa Corrino. Prometido a Ghanima por mediación de la Bene Gesserit, se convierte en su compañero tras la subida al poder de Leto II, quien lo nombra Perturbador del Hábito, Hark al-Ada(ﺧرـق الأضحى) en la lengua fremen.

## Referencia bibliográfica
- Frank Herbert, Hijos de Dune. Ediciones Debolsillo: Barcelona, 2003. ISBN 978-84-9759-432-5

- Datos: Q3066760